# Matthias Fervers
Matthias Fervers (* 1986 in Freiburg im Breisgau) ist ein deutscher Rechtswissenschaftler und Autor. Er ist Professor für Bürgerliches Recht, Zivilverfahrensrecht, Europäisches Privat- und Verfahrensrecht an der Christian-Albrechts-Universität zu Kiel.

## Leben
Fervers studierte von 2004 bis 2008 Rechtswissenschaften an der Albert-Ludwigs-Universität Freiburg mit dem Schwerpunktbereich zivilrechtliche Rechtspflege in Justiz und Anwaltschaft. Im Frühjahr 2008 legte er die Erste juristische Staatsprüfung nach sieben Semestern als landesweit Drittbester ab, wonach er als wissenschaftliche Hilfskraft am Institut für deutsches und ausländisches Zivilprozessrecht von Alexander Bruns arbeitete.
Nach abgeschlossener Promotion mit dem Titel Hypothèque rechargeable und Grundschuld (summa cum laude) bei Rolf Stürner und Rechtsreferendariat am OLG Düsseldorf legte er 2013 die Zweite juristische Staatsprüfung als Landesbester ab. Von 2013 bis 2021 war er wissenschaftlicher Mitarbeiter am Lehrstuhl für Bürgerliches Recht, Zivilverfahrensrecht, Europäisches Privat- und Verfahrensrecht (Beate Gsell) an der Ludwig-Maximilians-Universität München. Im Sommersemester 2021 übernahm er die Vertretung der Professur für Bürgerliches Recht, Deutsche und Europäische Rechtsgeschichte sowie Privatversicherungsrecht an der Universität Bielefeld.
Im November 2021 habilitierte Fervers sich an der Juristischen Fakultät der Ludwig-Maximilians-Universität München mit dem Thema Die Bindung Dritter an Prozessergebnisse. Im Sommersemester 2022 vertrat Fervers die Alfried Krupp von Bohlen und Halbach-Professur für Bürgerliches Recht, Kunst- und Kulturgüterschutz an der Universität Bonn. Im Februar 2023 erhielt Fervers einen Ruf auf die W3-Professur für Bürgerliches Recht und Verfahrensrecht der Christian-Albrechts-Universität zu Kiel. Im Juli 2023 erteilte die Universität Hamburg ihm einen weiteren Ruf auf die W3-Professur für Bürgerliches Recht und Zivilprozessrecht. Fervers nahm den Ruf an die Christian-Albrechts-Universität zu Kiel an und lehnte den Ruf an die Universität Hamburg ab. Seit Dezember 2023 ist er Inhaber der Professur für Bürgerliches Recht und Zivilprozessrecht an der Christian-Albrechts-Universität Kiel.
2016 wurde Fervers mit der Auszeichnung des „Studentischen Preis für die Lehre“ durch die Münchner studentische Rechtszeitschrift ReSCRIPTUM und den Hans-Jürgen Papier Inn der Juristenvereinigung Phi Delta Phi ausgezeichnet. Für seine Lehrtätigkeit an der Universität Bonn erhielt er im Zivilrecht den Fachbereichslehrpreis des Jahres 2023.

## Sonstiges
Fervers hat seit Beginn der Corona-Krise einen YouTube-Kanal mit über 10.000 Abonnenten, auf welchem er rechtswissenschaftliche und rechtsdidaktische Themen behandelt.
Fervers war in seiner Schulzeit und neben seinem Studium Kriminalschriftsteller im C.V. Traumland-Verlag.

## Publikationen (Auswahl)
- Hypothèque rechargeable und Grundschuld (= Studien zum ausländischen und internationalen Privatrecht). Mohr Siebeck, Tübingen 2013, ISBN 978-3-16-152535-3 (Dissertation).[8]
- Die Bindung Dritter an Prozessergebnisse: Eine Neubestimmung der subjektiven Rechtskraftwirkungen und sonstiger Drittbindungen. Mohr Siebeck, Tübingen 2022, ISBN 978-3-16-161343-2 (Habilitationsschrift).[9]

### Romane
- Die Schülerfete … wenn der Alptraum beginnt … Verlag Schloß Holte-Stukenbrock; C. V., Traumland-Verlag 2004, ISBN 978-3-934555-14-3.
- Suspicion.  (übersetzt von Roman Zenner) Verlag Schloß Holte-Stukenbrock; C.V., Traumland-Verlag 2008, ISBN 978-3-934555-21-1.